# Las Siete Partidas

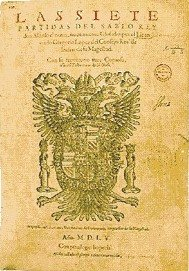
Titelseite eines Drucks von 1555

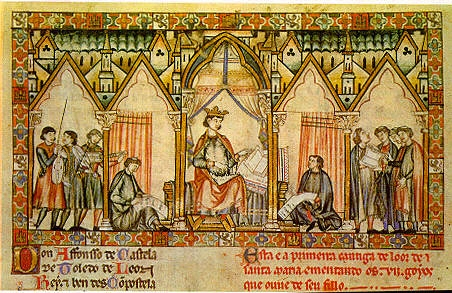
Alfons X und die Siete Partidas

Las Siete Partidas (Sieben-Teile-Code) oder einfach Partidas war ein kastilisches Gesetzbuch seit der Regierungszeit von Alfonso X. von Kastilien (1252–1284), das mit der Absicht geschaffen wurde, einheitliche, normierte Vorschriften für das Reich zu haben. Der kodifizierte Text wurde ursprünglich als Libro de Las Leyes (Altspanisch: Livro de las Legies (Gesetzbuch)) bezeichnet. Erst im 14. Jahrhundert erhielt es seinen heutigen Namen, bezogen auf die Abschnitte, in die es eingeteilt ist.
Die spanische Siete Partidas gilt als wichtigster Beitrag zur Rechtsgeschichte. Inwieweit das an den Universitäten gelehrte römische Recht Einfluss nahm, ist unklar, eine Kodifikation desselben jedenfalls fehlte. Die Partidas hatten eine große Bedeutung in Lateinamerika, wo es über Jahrhunderte bis etwa 1800 Gültigkeit hatte. Obwohl der Code sich auf die rechtlichen Fragen konzentriert, wurde er auch als „humanistische Enzyklopädie“ beschrieben, da er auch philosophische, moralische und theologische Themen einschließlich der griechisch-römischen, jüdisch-christlichen und islamischen Sichtweisen behandelt.

## Hintergrund
Nach einer der ältesten Versionen der Partidas wurde sie  zwischen dem 26. Juni 1256 und dem 28. August 1265 durch eine Kommission der wichtigsten kastilischen Juristen der Zeit unter der persönlichen Leitung von Alfons X. geschrieben. Allerdings wurden auch andere Zeiträume vorgeschlagen: 1254 bis 1261; 1256 bis 1263; 1251 bis 1265; Auf jeden Fall glauben die Historiker, dass es nicht vor 1265 beendet wurde.
Die traditionelle Sichtweise, die vom Historiker Francisco Martinez Marina und dem Philologen Antonio Solalinde geteilt wird, ist, dass die Siete Partidas von einer Juristenkommission geschrieben und die Einbeziehung Alfonsos X. wahrscheinlich darauf begrenzt war, die Ziele des Textes und die Adressaten festzulegen, sowie persönlich die Arbeit der Kommission zu kontrollieren. Die Kommission soll aus folgenden Personen bestanden haben: Herr Jacobo, ein Rechtsgelehrter; Juan Alfonso, ein Notar aus Leon; ein gewisser Herr Roldan; und Fernando Martinez de Zamora (einer der ersten kastilischen Juristen).
Während des 18. Jahrhunderts wurde gerne geglaubt, dass die Partidas von Alfonso X. alleine geschrieben wurden. Diese Position wurde von dem jesuitischen Historiker und Schreiber Andres Marco Burriel (Pater Burriel) unterstützt. Trotzdem entstand eine bedeutende Debatte in Bezug auf den Autor der Arbeit in Verbindung mit Alfonso X. Andere Texte derselben Zeit (1254–1256) wurden normalerweise Alfonso X: zugeschrieben, wie el Setenario, Fuero Real, und das Especulo betonen Ähnlichkeiten untereinander und mit den Partidas. Trotz wissenschaftlichen Bemühungen die Beziehungen und den Zweck der Texte zu bestimmen wurde kein Konsens erreicht.